# ألكوليا دي لاس بينياس
بلدية القُليعة في البِنياس (بالإسبانية: Alcolea de las Peñas) هي بلدية تقع في مقاطعة وادي الحجارة التابعة لمنطقة قشتالة والمنشف وسط إسبانيا.

## الديموغرافيا
بلغ عدد سكان بلدية القُليعة في البنياس 19 نسمة عام 2011 (وفقاً للمعهد الوطني الإسباني للإحصاء).
| 43 | 33 | 28 | 24 | 15 | 19 |